# Premier League 2023-2024 (Cambogia)
La Premier League cambogiana 2023-2024 è stata la 37ª edizione della massima competizione nazionale per club della Cambogia. Il campionato, iniziato il 5 agosto 2023 e terminata il 12 maggio 2024, a partire da questa edizione ha adottato la formula su due anni e non più il calendario solare.
Il titolo è stato vinto dallo Svay Rieng, che ha conquistato il suo terzo titolo nazionale.

## Stagione

### Novità
Dalla scorsa edizione non ci sono state retrocessioni, dal momento che l'ultima classificata, il Kirivong Sok Sen Chey, ha vinto lo spareggio promozione/retrocessione, assicurandosi la permanenza. Al fine di allargare il numero di squadre dalle 8 dell'edizione 2022 alle 10 di questa stagione, dalla Cambodia Second League sono state promosse ISI Dangkor Senchey e Prey Veng.

### Formula
Le 10 squadre partecipante giocano un girone all'italiana con gare di andata, ritorno e andata, per un totale di 27 giornate. Al termine della stagione regolare, le prime 4 classificate si qualificano per il girone scudetto, che con partite di andata e ritorno (per un totale di 6 ulteriori giornate) decreta la squadra campione della Cambogia, che ottiene anche la qualificazione per la AFC Challenge League 2024-2025.
L'ultima classificata nella stagione regolare viene invece retrocessa in Cambodia Second League.

## Squadre
| Squadra               | Città        | Stagione precedente             |
| --------------------- | ------------ | ------------------------------- |
| Angkor Tiger          | Siem Reap    | 7° in Premier League cambogiana |
| Boeung Ket            | Phnom Penh   | 4° in Premier League cambogiana |
| ISI Dangkor Senchey   | Phnom Penh   | 2° in Second League cambogiana  |
| Kirivong Sok Sen Chey | Takéo        | 8° in Premier League cambogiana |
| Nagaworld             | Kampong Speu | 5° in Premier League cambogiana |
| Phnom Penh Crown      | Phnom Penh   | Campione di Cambogia            |
| Svay Rieng            | Svay Rieng   | 3° in Premier League cambogiana |
| Prey Veng             | Prey Veng    | 5° in Second League cambogiana  |
| Tiffy Army            | Phnom Penh   | 6° in Premier League cambogiana |
| Visakha               | Phnom Penh   | 2° in Premier League cambogiana |

## Classifica
|  | Pos. | Squadra               | Pt | G  | V  | N | P  | GF | GS | DR  |
|  | ---- | --------------------- | -- | -- | -- | - | -- | -- | -- | --- |
|  | 1.   | Svay Rieng            | 69 | 27 | 22 | 3 | 2  | 73 | 30 | +43 |
|  | 2.   | Phnom Penh Crown      | 64 | 27 | 20 | 4 | 3  | 63 | 30 | +33 |
|  | 3.   | Visakha               | 44 | 27 | 14 | 2 | 11 | 53 | 40 | +13 |
|  | 4.   | Boeung Ket            | 41 | 27 | 11 | 8 | 8  | 62 | 48 | +14 |
|  | 5.   | Tiffy Army            | 39 | 27 | 12 | 3 | 12 | 46 | 39 | +7  |
|  | 6.   | ISI Dangkor Senchey   | 34 | 27 | 10 | 4 | 13 | 43 | 55 | -12 |
|  | 7.   | Nagaworld             | 30 | 27 | 7  | 9 | 11 | 36 | 49 | -13 |
|  | 8.   | Prey Veng             | 23 | 27 | 6  | 5 | 16 | 45 | 62 | -17 |
|  | 9.   | Kirivong Sok Sen Chey | 20 | 27 | 5  | 5 | 17 | 34 | 62 | -28 |
|  | 10.  | Angkor Tiger          | 18 | 27 | 5  | 3 | 19 | 35 | 75 | -40 |

Legenda:
      Ammesse alla Poule scudetto
      Retrocessa in Cambodian League 2
Note:
Il Visakha si è ritirato dalla competizione dopo la 23ª giornata
Regolamento:
Tre punti a vittoria, uno a pareggio, zero a sconfitta.
In caso di arrivo di due o più squadre a pari punti, la graduatoria verrà stilata secondo la classifica avulsa tra le squadre interessate che prevede, in ordine, i seguenti criteri:
- Punti generali
- Differenza reti generale
- Reti realizzate in generale
- Partite vinte in generale
- Partite vinte in trasferta
- Punti negli scontri diretti
- Differenza reti negli scontri diretti
- Differenza reti generale
- Sorteggio

### Poule scudetto
|                     | Pos. | Squadra          | Pt | G  | V  | N | P  | GF | GS | DR  |
| ------------------- | ---- | ---------------- | -- | -- | -- | - | -- | -- | -- | --- |
| Cambogia (bandiera) | 1.   | Svay Rieng       | 76 | 30 | 24 | 4 | 2  | 83 | 33 | +50 |
|                     | 2.   | Phnom Penh Crown | 68 | 30 | 21 | 5 | 4  | 69 | 33 | +36 |
|                     | 3.   | Visakha          | 48 | 30 | 15 | 3 | 12 | 57 | 46 | +11 |
|                     | 4.   | Boeung Ket       | 42 | 30 | 11 | 9 | 10 | 64 | 58 | +6  |

Legenda:

      Campione della Cambogia e ammessa competizione AFC di terza fascia

      Retrocessa in Cambodian Second League 2024-2025

Note:
Tre punti a vittoria, uno a pareggio, zero a sconfitta.